# Paroedura oviceps
Paroedura oviceps — вид геконоподібних ящірок родини геконових (Gekkonidae). Ендемік Мадагаскару.

## Поширення й екологія
Paroedura oviceps поширені на півночі острова Мадагаскар, а також на сусідньому острові Нусі-Бе. Вони живуть у вологих тропічних лісах, серед валунів і скель. Зустрічаються на висоті від 120 до 210 м над рівнем моря.

## Збереження
МСОП класифікує стан збереження цього виду як близький до загрозливого. Paroedura oviceps загрожує знищення природного середовища.